# Glaura
Glaura é um distrito do município brasileiro de Ouro Preto, no interior do estado de Minas Gerais. Segundo o censo demográfico de 2022, realizado pelo Instituto Brasileiro de Geografia e Estatística (IBGE), sua população era de 1 515 habitantes e havia 561 domicílios particulares permanentes ocupados. Possui área de 72,30 km² conforme a Fundação João Pinheiro (FJP). Foi criado pela lei provincial nº 209 de 7 de abril de 1841.
Está a uma altitude média de 1038 metros. Situa-se a aproximadamente 26 km da sede do município. Os sub-distritos são: Soares (5 km), Rio das Velhas (4 km), Engenho D'água (7 km), Vale do Tropeiro (7 km), Ana de Sá (8 km) e Bandeirinha (3 km).

## História

### Origens

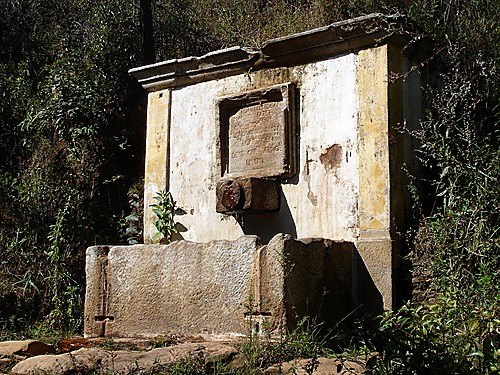
Chafariz de Dom Rodrigo de Menezes.

Glaura também é chamada, popularmente de Casa Branca, situa-se a 26 km de Ouro Preto. É um dos mais antigos distritos ouropretanos. Tendo sido um ponto fundamental de passagem dos bandeirantes. Uma prova deste fato é um chafariz histórico, construído para ser uma fonte de água em 1782 por ordem do então governador e capitão mor da região, Dom Rodrigo de Menezes. Em suas estradas ocorreram disputas por causa da posse das terras mineiras, as chamadas Guerra dos Emboabas.
O povoado foi instalado por volta do século XVIII, no auge da exploração do ouro. Concordam os historiadores, com a informação de Diogo Vasconcelos (História Antiga de Minas Gerais, de 1901), que o primitivo arraial de Casa Branca surge em 1700 / 1701 por decorrência do “flagelo da fome” experimentado por toda a região de Vila Rica e de Vila de N. S. do Ribeirão do Carmo (Mariana). Populações inteiras, movidas pela fome, dispersaram-se em busca de terras mais férteis para o plantio e fundaram os arraiais de Cachoeira do Campo, São Bartolomeu, Acuruí (Rio de Pedras), Casa Branca e muitos outros.  
Ao lado das novas roças, pesquisaram os ribeirões e em alguns locais acabaram por encontrar novas minas. Próximo do Rio das Velhas, que corre ao lado da Serra do Espinhaço (nome dado pelo Barão de Eschwege, que viveu em Vila Rica de 1811 a 1821, porque parece a espinha dorsal de Minas; denominada Capanema na região, divisora de águas dos Rios São Francisco e Doce), o arraial prosperou como passagem de viajantes e tropeiros que vinham de Vila Rica para Comarca do Rio das Velhas (Sabará). 
O caminho já existia por volta de 1700 e saía de Vila Rica pela região do Passa Dez, seguindo pela cumeeira da Serra, passava pelo Chafariz de Dom Rodrigo, atingia o povoado de Catarina Mendes, bifurcava para São Bartolomeu ou Glaura, de onde seguia para o atual povoado de Soares, atravessa o Rio das Velhas em Ana de Sá (nome de proprietária de antiga fazenda), alcançava Acuruí, Santo Antônio do Rio Acima, Raposos, Mina de Morro Velho e Vila Nova de Lima (Nova Lima), caminhos hoje integrantes da Estrada Real. Duas famílias, pioneiras na ocupação do arraial, aparecem nos primeiros documentos: a de Baltazar de Godoy e os Figueiredo Neves. Por todo os séculos XVIII e XIX, foi passagem e descanso para tropeiros que faziam o abastecimento e o comércio entre Sabará e a Região do Tripuí, Vila Rica e Mariana.

### Fundação do arraial
Com o nome de Santo Antônio do Campo de Casa Branca, o arraial já possuía capela em 1719 (Rev APM XIII, 85). A atual matriz de Santo Antônio foi edificada de 1758 a 1764 (data gravada na cruz do frontispício), mandada construir pela Irmandade do Santíssimo Sacramento, tendo como mestre de obras Francisco de Lima Cerqueira, que participou de importantes construções religiosas em Minas, entre elas as Igrejas do Carmo e São Francisco de Ouro Preto e São João del Rey e do Santuário de Congonhas do Campo. Integra o grupo das grandes matrizes mineiras, estilo jesuítico, retilíneo, imponente, com alto frontão e duas torres sineiras e estrutura de alvenaria de pedra. Internamente, a ornamentação concentra-se nos altares e retábulos, barrocos, da primeira fase, estilo Dom João V. É tombada, desde 1962, pelo IPHAN e inscrita no Livro de Belas Artes.
Com alguma atividade mineratória, próximo às margens do Rio das Velhas, e dedicando-se à produção agropecuária para abastecimento à região das minas, Casa Branca prosperou pela primeira metade do Século XVIII. Mas, com a exaustão das minas e especialmente com a escolha e construção por outras estradas, também passou por longo período de estagnação, em especial no século XIX, o que assegurou sua relativa conservação como antiga vila, de aspecto colonial e casas antigas. 
Passaram por Glaura vários personagens e viajantes ilustres. Dom Pedro I, em 1830 e Dom Pedro II, em 1881, o viajante e sábio naturalista francês Auguste de Saint-Hilaire, em 1817, o naturalista inglês Richard Burton, em 1868, e muitos outros. Dom Pedro II registrou no seu Diário de Viagem, presente no acervo do Museu Imperial de Petrópolis, que dormiu uma noite no arraial de Casa Branca. De Glaura a Soares, na linha do horizonte está a Serra do Capanema (serra de mato ralo, em tupi-guarani), denominação decorrente do Barão de Capanema, Guilherme Schuch, nascido na Fazenda Timpopeba (Distrito de Antônio Pereira) em 1824 e falecido no Rio em 1908 e que implantou fazenda no sopé da Serra, até hoje existente, na região da Área de Proteção Ambiental do Uaimii. Engenheiro, mineralogista, realizou pesquisas e deixou vários trabalhos científicos. Seu pai, Rochus Schuch, austríaco, veio para o Brasil em 1817 com a Missão Científica Austríaca que acompanhou a princesa Leopoldina de Habsburgo, que casou-se com Dom Pedro I.

### Alteração do topônimo
Pelo Decreto-Lei 1.058, de dezembro de 1943, da Câmara de Ouro Preto, passou a chamar-se Glaura, em homenagem a Manoel Inácio da Silva Alvarenga, nascido em Ouro Preto (1749/1814). Poeta, integrante da Escola Mineira, arcadista, revolucionário (esteve preso, por quase três anos, acusado de conspiração contra a Coroa), formado em Coimbra, viveu a maior parte de sua vida no Rio de Janeiro. Silva Alvarenga tem uma longa e movimentada história, que merece ser lida, com destaque para a modernidade do seu pensamento político e a liderança que exerceu nos meios intelectuais do Rio de Janeiro, através especialmente de um clube literário de que foi o principal inspirador e que o levou à prisão. Glaura é um poema de exaltação à rica natureza brasileira, sua flora e fauna, narrada por um pastor no estilo idílico dos árcades.

## Turismo
Glaura é um importante destino turístico para os que fogem da cidade grande e buscam a vida rural, lazer e descanso, turismo ecológico e de aventuras. A região possui excelentes opções de hospedagem e trilhas demarcadas, boa rede de comunicação e estradas razoavelmente conservadas, sendo seu povo acolhedor e hospitaleiro.

### Tradições
Dentre as tradições centenárias se destacam as festividades religiosas sendo, a Festa de Santo Antônio e a Festa do Rosário, as mais famosas. Em ambas as festas há apresentação do grupo folclórico de Glaura com a Dança das Fitas. Há também as bandas de música de distritos vizinhos que acompanham as procissões e fazem retretas no adro da Igreja, alegrando as festividades.

#### A Festa de Santo Antônio
Santo Antonio é o padroeiro da cidade, é normalmente comemorada na segunda semana do mês de julho. Nesta festividade, há barraquinhas com iguarias típicas do distrito e onde são expostas e vendidas muitas das peças de artesanato confeccionadas pelos moradores. As procissões com a imagem do padroeiro saem da matriz, percorrem as principais ruas, parando nas capelas de Nossa Senhora das Mercês e de Nossa Senhora da Conceição e retornam à igreja matriz, onde o padroeiro é recebido com muita emoção e fé.

#### A Festa do Rosário

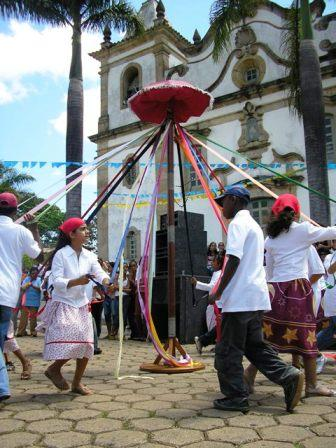
Dança das Fitas na Festa do Rosário

É comemorada tradicionalmente na segunda semana do mês de outubro, esta festa é a mais bela fonte de cultura existente em nossa região. Nas festividades do sábado à noite, há as belas procissões luminosas e o levantamento do mastro acompanhado de uma bela queima de fogos saudando N.S. do Rosário. E animando as festividades, acontecem todos os anos, o tradicional Baile da Festa no Salão Comunitário.
Nas Festividades do domingo, há o Cortejo do Imperador e da Rainha, acompanhado pelo congado do Rosário e também a escolha da Rainha e do Imperador do Rosário para o próximo ano (pessoas da própria comunidade), tradição centenária herdada dos portugueses. Tem-se também o congado com sua Rainha e seu Imperador, herança das tradições negras, que também abrilhanta as festividades adorando a Nossa Senhora do Rosário. Foi nesta fusão de tradições que há séculos é comemorada a Festa do Rosário, mantendo a rica cultura mineira.
No Cortejo do Imperador e da Rainha, a banda de música, o congado e a comunidade vão até a residência do Imperador com cantigas e muita animação (" Vamos buscar o 'Rei', vamos buscar a 'Rainha', para assistir à missa, na igreja da 'pracinha'."), e juntamente com o Imperador, todos vão até a residência da Rainha, também com muita alegria seguindo até a Igreja de Santo Antônio, onde se realiza a missa. Há o costume de fazer os tronos do Imperador e da Rainha, do qual eles assistem à missa. Após a missa, todos saem em procissão, pelas principais ruas, parando nas capelas de N.S. das Mercês e N.S. da Conceição, retornando até a Igreja, onde as imagens de N.S. do Rosário e outros santos, são recebidos com muita fé e alegria. E todos os anos se repete essa demonstração de cultura e fé mantendo as tradições do nosso antigo distrito.

#### Economia tradicional
O distrito produz frutas durante todo o ano e os doces caseiros são de boa qualidade. Como consta na Secretaria Municipal de Cultura de Ouro Preto: Glaura "se destaca por possuir muitas plantações de frutas, criação de gado leiteiro e pela produção dos doces caseiros, principalmente doce de leite e compota. Além da produção gastronômica, o distrito conta com diferentes produtos artesanais comumente feitos com materiais como a taquara, o couro, as linhas e as lãs (utilizadas na confecção de bordados, crochês, entre outros)".